# Partit Republicà Democràtic Federal
El Partit Republicà Democràtic Federal fou un partit polític espanyol, amb especial influència als Territoris de parla catalana, organitzat després de la revolució de 1868. Volia concretar organitzativament federalisme i republicanisme. Inicialment fou sols un moviment que es pretengué fonamentar en la teoria del pacte de Francesc Pi i Margall. Comptà de fet amb diversos centres d'iniciativa, però mancats d'una direcció incontestada, com el Club dels Federalistes de Barcelona, o el Casino Republicà de l'Estat Balear de Palma.
La seva representació parlamentària fou de 85 diputats en les corts del 1869, 52 el 1871, 52 a l'abril del 1872 i 77 a l'agost del 1872 (d'ells, 37, 19, 24 i 31, correspongueren als Territoris catalanoparlants). Disposava de nombrosos diaris, com El Federalista, El Estado Catalán i La Alianza de los Pueblos de Barcelona, El Ampurdanés de Figueres, El Iris del Pueblo de Palma, La Igualdad, La Discusión o El Pueblo Español de Madrid.

## Constitució del partit
El moviment es dividí ben aviat en moderats, que supeditaren el partit respecte de la representació parlamentària i cercaren l'acord amb altres forces polítiques, com ara els radicals, i intransigents, que es mostraren majoritàriament inclinats als pactes regionals i a l'actuació al carrer o a la insurrecció armada. Després del pacte de Tortosa del maig del 1869, i davant la proliferació de pactes regionals, Francesc Pi i Margall imposà un pacte nacional (juny del 1869), que de tota manera no pogué evitar la insurrecció federal de setembre-octubre, promoguda especialment pels intransigents de Catalunya en contra de les quintes.
A partir del 1870 l'hegemonia dins el partit de Pi i Margall es basà en el manteniment d'un difícil equilibri entre l'esquerra i la dreta. La Primera Assemblea Federal celebrada a Madrid el març de 1870 significà un important canvi orgànic, puix que deixà de banda els pactes regionals com a motors organitzatius del partit, i establí un directori de cinc membres resident a Madrid (format per Pi i Margall, president, Emilio Castelar, Estanislau Figueras, José María Orense i Barberà) per tal d'assolir una major unitat i eficàcia. Amb això Pi i Margall vencé fàcilment l'atac de la dreta en la Declaració de Premsa del 7 de maig de 1870 contra el pactisme i favorable a l'unitarisme, però no pogué evitar l'agreujament de la divisió interna i la constitució de comitès locals republicans separats, moderats i intransigents, a Barcelona, a València i a Palma. Tanmateix, Pi fou reelegit president en els successius directoris del 1871 i del 1872, majoritàriament dominats pels moderats.

## La Primera República
La inclusió d'una minoria intransigent, formada per Estévanez i Juan Contreras y San Román, no impedí la constitució d'un Consell Provisional de la Federació Espanyola (octubre del 1872) que recolzant-se en els fets de Ferrol intentà de dirigir una nova insurrecció generalitzada pel novembre del 1872. La proclamació de la Primera República Espanyola, paradoxalment, afavorí l'agreujament de la divisió del partit. En general els caps parlamentaris feren costat a la política legalista de Pi i Margall, consistent en esperar a l'elecció d'unes corts constituents per a proclamar la república federal i elaborar una constitució pròpia. Els intransigents de les "províncies", en especial al Principat, País Valencià i Andalusia, pretenien la immediata implantació de les reformes administratives i polítiques promeses i actuaren amb independència del directori de Madrid o del govern de la República.
Però la seva força es mostrà molt limitada quan hom celebrà les eleccions generals pel maig del 1873. Es configurà una nova tendència de centre, formada per Nicolás Estévanez, Eduardo Benot Rodríguez, Francisco Díaz Quintero i José María Orense, que, juntament amb el sector de dreta, dirigit per Emilio Castelar i Nicolás Salmerón, dominà les noves corts i es constituí en el principal suport de Pi i Margall els mesos de juny i juliol.
Però el cantonalisme sorgí amb força independentment del Comitè de Salvació Pública creat el 10 de juliol pels intransigents de Madrid, a part de provocar la sortida del poder de Pi i Margall, afavorí el domini de la dreta i desorganitzà el centre. El pes dels fets al Principat fou determinant. La força dels intransigents hi fou limitada per l'avanç continuat dels carlins amb les victòries de Francesc Savalls a Berga el 28 de març i a Alpens l'11 de juliol, que refrenà les diputacions de Tarragona, Girona i Lleida, poc propenses a seguir els intransigents de la diputació de Barcelona en els seus intents de proclamació de l'Estat Català (12 de febrer, 21 de febrer, 9-11 de març, 19-26 de juliol). Caps de molt prestigi, com Baldomer Lostau i Prats, Anselm Clavé, Francesc Sunyer i Capdevila, Gonçal Serraclara i Costa o Josep Rubau Donadeu i Corcellés, es passaren a posicions centristes. El perill carlí provocà alhora la formació de la Junta de Salvació i Defensa de Catalunya i dificultà la participació en el cantonalisme, restant-li gran part del seu ressò.

## Reorganització del partit
Amb la Restauració borbònica del 1874 el partit restà desorganitzat i mancat de lideratge clar. Fins al 1880 no comença a reorganitzar-se, gràcies a l'ascens al poder de Práxedes Mateo Sagasta. Però una gran part dels líders coneguts (Tomàs i Salvany, Pascual i Cases, Rubau Donadeu, Coromines, al Principat; Joaquim Fiol i Pujol, a les Illes Balears) s'alinearen amb Emilio Castelar i fracassaren els intents d'acostament entre Estanislau Figueras i Francesc Pi i Margall, alhora que Valentí Almirall deixava el partit el 1881. Tot i així, comptava amb Josep Maria Vallès i Ribot, cap federal al Catalunya, el mallorquí Antoni Villalonga i altres. En l'Assemblea de Saragossa de juny del 1883 hom aprovà un projecte de constitució federal i recollí bàsicament les línies elaborades pel congrés regional del partit a Catalunya celebrat els mesos d'abril i maig del mateix any, que aprovà el projecte de constitució de l'Estat Català dintre la Federació Espanyola signat per Sunyer i Capdevila, Josep Maria Vallès i Ribot, Lostau i Tutau.
El 1894 es va fixar el seu ideari de manera clara i concreta amb la redacció del Programa del Partido Republicano Federal, però el seu creixement fou molt escàs. Pi i Margall fou diputat a partir del 1886, així com Vallès i Ribot i algú més a partir del 1891, però s'aguditzà el quasi exclusiu suport de Catalunya. I endemés la seva operativitat era minvada per una continuada resistència als intents reunificadors del republicanisme i el manteniment d'una rígida ortodòxia doctrinal. A final de segle el partit era força desorganitzat malgrat el prestigi de Pi i Margall i el partit a Catalunya amb la campanya d'oposició a la guerra de Cuba.
Mentre que a Catalunya el partit topava amb els seguidors de Valentí Almirall, i del Centre Nacionalista Republicà, alhora que Vallès i Ribot començà a diferenciar-se molt de la direcció de Pi i Margall amb l'intent d'aproximació al catalanisme del 1899 i, sobretot, amb la signatura el 1901 del Manifest d'Unió Republicana Catalana. Al País Valencià topaven amb el blasquisme i a les Illes Balears el Partit d'Unió Republicana de Mallorca l'arraconà totalment.

## Desaparició del partit
Les relacions amb la direcció central del partit a Madrid empitjoraren a la mort de Pi i Margall, i el seu successor, Eduardo Benot Rodríguez, no va poder evitar el trencament del partit pel maig del 1905. El republicanisme federal continuà essent fort a Catalunya, però incapaç de crear una estructura de partit per sobre de l'acció dispersa dels caps polítics locals. Només una petita part feu costat Alejandro Lerroux, qui mai no es mostrà partidari del federalisme, i la majoria es va unir a les diferents formacions del republicanisme catalanista (Unió Republicana, CNR, UFNR). El que quedava del partit, després de formar part de la Solidaritat Catalana, s'uní el 1909 a l'Esquerra Catalana i finalment el 1910 s'incorporà a la Unió Federal Nacionalista Republicana, pal de paller del republicanisme i federalisme catalanista.